# Sam Karmann

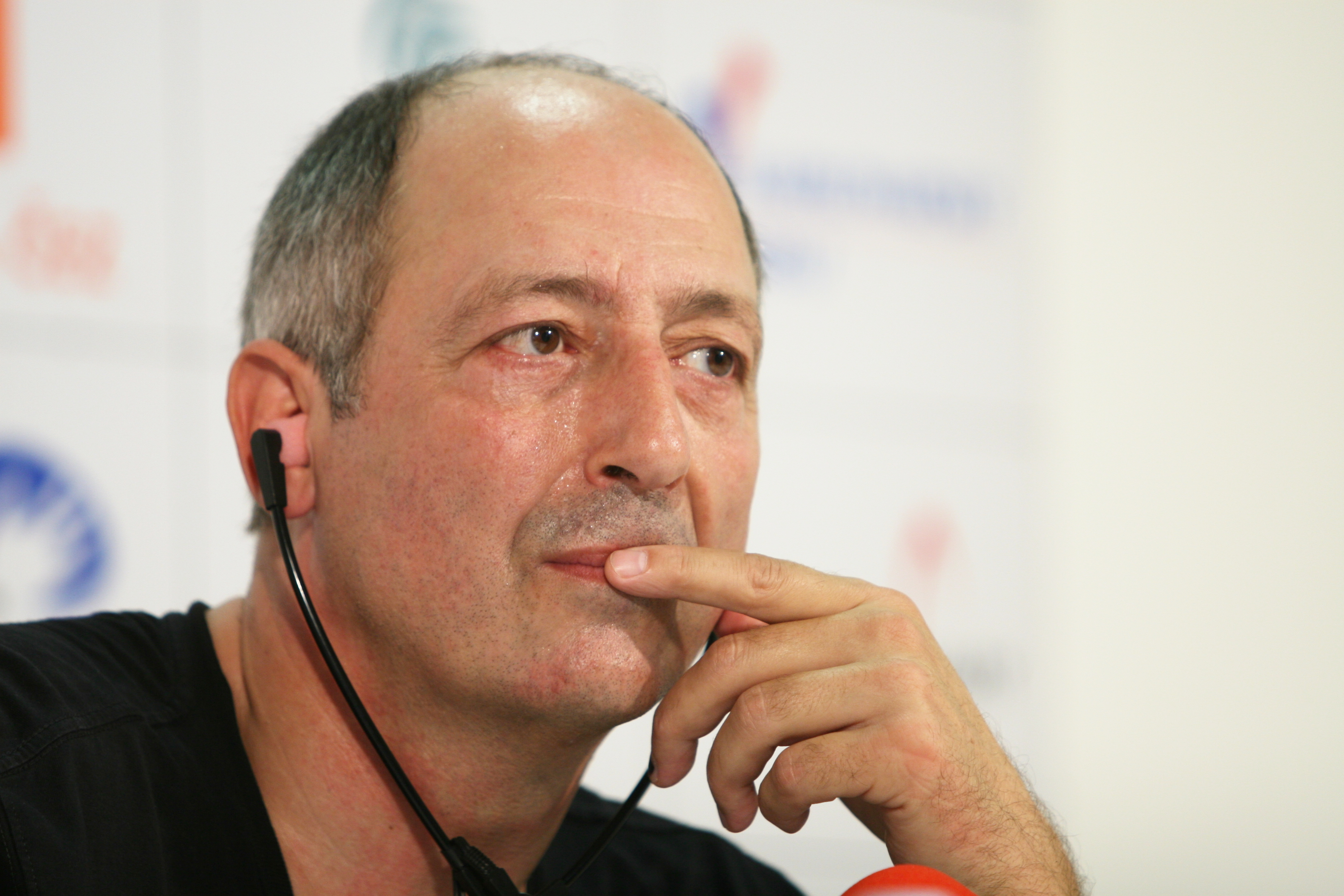
Sam Karmann 2008

Samuel „Sam“ Karmann (* 23. September 1953 in Port Said, Ägypten) ist ein französischer Film- und Theaterschauspieler sowie Filmregisseur.

## Leben
Karmann begann zunächst ein Medizinstudium, bevor er sich entschied, Schauspieler zu werden. Er besuchte die École de la rue Blanche der École nationale supérieure des arts et techniques du théâtre in Paris, brach sein Schauspielstudium jedoch nach kurzer Zeit ab. Karmann war zunächst als Theaterschauspieler tätig. In den 1970er-Jahren gehörte er zur Theatergruppe um Jean-Pierre Bouvier und spielte unter anderem in Stücken von Alfred de Musset (Lorenzaccio, 1976) und Molière (Dom Juan, 1977). In den 1980er-Jahren war Karmann häufig unter der Regie von Roger Hanin am Theater zu sehen. Für seine Rolle des Jacques im äußerst erfolgreichen Stück Cuisine et dépendances von Agnès Jaoui und Jean-Pierre Bacri wurde Karmann 1992 für einen Molière als Bester Nebendarsteller nominiert. In der Verfilmung des Stücks 1993 übernahm Karmann ebenfalls die Rolle des Jacques.
Ab 1980 war Karmann zunächst in kleinen Fernsehrollen zu sehen. Sein Kinodebüt gab er 1982 in Alexandre Arcadys Der Superboß; unter Arcadys Regie spielte er auch im Folgejahr im Film Le grand carnaval. Bei den Dreharbeiten zu Der Superboß hatte Karmann Roger Hanin kennengelernt, mit dem er – neben seiner Zusammenarbeit am Theater – auch im Filmbereich mehrfach zusammenarbeitete: Unter Hanins Regie spielte Karmann in Höllenzug (1985) und La rumba (1987). In der populären Kriminalreihe Kommissar Navarro, in der Hanin die Hauptfigur des Kommissars Navarro spielte, war Karmann in 35 Folgen als Inspektor Barrada zu sehen. Seine langjährige Rolle in der Reihe führte dazu, dass Karmann verschiedene Regisseure und deren Arbeit kennenlernte, was ihn schließlich dazu brachte, selbst als Regisseur tätig zu werden. Mit Christian Rauth, der in Kommissar Navarro den Inspektor René Auquelin gespielt hatte, schrieb Karmann das Drehbuch zum Kurzfilm Omnibus, der 1992 erschien. Die Hauptrolle des Angestellten Martichoux, der aufgrund eines veränderten Zugfahrplan droht zu spät auf Arbeit zu erscheinen, übernahm Daniel Rialet, der in Kommissar Navarro die Rolle des Inspektor Joseph Blomet gespielt hatte. Omnibus erhielt zahlreiche Filmpreise, darunter 1992 in Cannes die Goldene Palme für den besten Kurzfilm sowie 1993 einen Oscar (Bester Kurzfilm) und einen BAFTA (Bester Kurzfilm).
In den Folgejahren spielte Karmann hauptsächlich Nebenrollen und war als Schauspieler in Werbespots zu sehen. Ein erster Langfilm als Regisseur scheiterte kurz nach Beginn der Dreharbeiten an der Finanzierung. Sieben Jahre nach Omnibus veröffentlichte Karmann schließlich seinen ersten Langfilm als Regisseur, Kennedy und ich. Der Film beruht auf Jean-Paul Dubois’ Roman Kennedy et moi und erhielt unter anderem eine Nominierung für einen Europäischen Filmpreis. Es folgten die Langfilme À la petite semaine (2003) und La vérité ou presque (2007).

## Filmografie

### Schauspieler (Auswahl)
- 1980: Petit déjeuner compris (TV-Mehrteiler)
- 1982: Der Superboß (Le grand pardon)
- 1982: La Balance – Der Verrat (La balance)
- 1983: Ça va pas être triste
- 1983: Le grand carnaval
- 1984: Diebe der Nacht (Les voleurs de la nuit)
- 1984: Réveillon chez Bob
- 1985: Höllenzug (Train d’enfer)
- 1986: Ein Tag in Paris (Suivez mon regard)
- 1986: Under the Cherry Moon – Unter dem Kirschmond (Under the Cherry Moon)
- 1986: Chère canaille
- 1987: La rumba
- 1989–1994: Kommissar Navarro (TV-Reihe, 35 Folgen)
- 1989: Hiver 54, l’abbé Pierre
- 1991: Blaue Hefte (Les Cahiers bleus) (TV-Film)
- 1993: Cuisine et dépendances
- 1994: La cité de la peur
- 1995: Herzdame (Une femme dans mon cœur) (TV)
- 1998: Ça reste entre nous
- 1999: Le ciel, les oiseaux, … et ta mère!
- 1999: Kennedy und ich (Kennedy et moi)
- 2000: Lust auf anderes (Le goût des autres)
- 2002: Monsieur Batignole
- 2003: À la petite semaine
- 2004: Casablanca Driver
- 2007: La vérité ou presque
- 2008: Vampire Party – Freiblut für alle! (Les dents de la nuit)
- 2012: Radiostars
- 2014: Les gazelles
- 2014: Des lendemains qui chantent
- 2017: Das Leben ist ein Fest (Le sens de la fête)
- 2017: Eine bretonische Liebe (Ôtez-moi d’un doute)
- 2018: Champagner & Macarons – Ein unvergessliches Gartenfest (Place publique)
- 2024: Sechs Richtige – Glück ist nichts für Anfänger (Heureux Gagnants)

### Regisseur
- 1992: Omnibus (Kurzfilm)
- 1999: Kennedy und ich (Kennedy et moi)
- 2003: À la petite semaine
- 2006: Issues de secours (Kurzfilm)
- 2006: Chant prénatal (Kurzfilm)
- 2007: La vérité ou presque
- 2008–2010: Les Bougon (TV-Serie, 6 Folgen)

## Auszeichnungen (Auswahl)
- 1992: Goldene Palme – Bester Kurzfilm, Internationale Filmfestspiele von Cannes 1992, für Omnibus
- 1993: Oscar, Bester Kurzfilm, für Omnibus
- 1993: BAFTA, Bester Kurzfilm, für Omnibus
- 1993: César-Nominierung, Bester Kurzfilm, für Omnibus
- 2008: Nominierung Europäischer Filmpreis, Bester Nachwuchsfilm, für Kennedy und ich
- 2008: Nominierung Kristallglobus, Internationales Filmfestival Karlovy Vary, für La vérité ou presque